# Philippe Langlet
Philippe Langlet (Vaudringhem, 16 april 1950) is een Franse componist, muziekpedagoog, dirigent, arrangeur en trompettist.

## Levensloop
Langlet begon zijn muzikale carrière in diverse orkesten en richtte met ander muzikanten zijn eerste band "Acropolis" op. Als trompettist was hij lij in de Harmonie de Outreau, toen onder leiding van Léon Hadoux. Hij studeerde aan het Conservatoire de Boulogne-sur-Mer met het hoofdvak trompet en behaalde in 1970 een gouden medaille en in 1971 een Prix d'excellence. Vervolgens werd hij trompettist in de Musique Principale des Troupes de Marine in Parijs. Tegelijkertijd studeerde hij aan het Conservatoire national supérieur de musique et de danse de Paris in de klas van Maurice André en behaalde zijn diploma in 1975.
Hij werd directeur van het Conservatoire de Musique et d'Art Dramatique in Duinkerke en eveneens dirigent van de Harmonie de la Ville de Dunkerque. Van 1973 tot 1977 begeleidde hij de tenoren van het Franse variété Thierry le Luron en Claude François.
Vervolgens studeerde hij opnieuw aan het Conservatoire national supérieur de musique et de danse de Paris orkestdirectie bij Claude Pichaureau en Jean-Claude Hartemann en behaalde zijn diploma.
Langlet was van 1985 tot 1995 dirigent van Le Grand Orchestre d'harmonie de la ville du Havre in Le Havre. Tegelijkertijd was hij ook docent voor trompet aan het Conservatoire "Arthur Honegger" - École Nationale de Musique, de Danse et d’Art Dramatique in Le Havre. Verder dirigeerde hij in Frankrijk het Orchestre de Chambre Lyrique de Paris, het Orchestre de l'Opéra de Rouen, de Choeurs de l'Opéra de Paris en in het buitenland het Nationale orkest van Kazachstan, de Koren van het Rode Leger, het Statelijke symfonieorkest van de Sovjet-Unie en het Orkest van de Arizona State University.
Langlet dirigeerde ook concerten en werkte mee bij opnames van internationaal bekende kunstenaars en artiesten zoals: Michel Legrand, Didier Lockwood, Michel Delpech, Maurice André, Michel Becquet, Gabriël Bacquier, Alain Vanzo, Christian Lindberg, Roger Bobo, Bryan Bowman, Guy Touvron, Claude Delangle en Jacques Mauger. Verder is hij bezig als artistiek adviseur van kunstenaars en organisaties, bijvoorbeeld het Franse departement Hauts-de-Seine, Antwerpen als Culturele hoofdstad van Europa in 1993, Rijsel als "Culturele hoofdstad van Europa" in 2004.
Langlet schreef arrangementen van klassieke muziek voor harmonie- of fanfareorkest. Daarnaast componeerde hij ook eigen werk zoals de mars Georgy voor harmonieorkest en Provence '44, voor trompet en harmonieorkest. Momenteel is hij voorzitter van de Académie Française pour l'Essor des Ensembles à Vent (AFEEV) en voorzitter van de Association nationale pour le Développement et le Rayonnement des Pratiques Orchestrales Scolaires (DRaPOS). Verder is hij lid van de World Association for Symphonic Bands and Ensembles (WASBE).